# Inbiolampis herediensis
Inbiolampis herediensis is een rechtvleugelig insect uit de familie Romaleidae. De wetenschappelijke naam van deze soort is voor het eerst geldig gepubliceerd in 2012 door Rowell.